# Nemesis 2: Nebula
Nemesis 2: Nebula este un film americano-danez SF din 1995 regizat de Albert Pyun, regizorul filmului Cyborg din 1999.  Rolurile principale au fost interpretate de actorii Sue Price ca Alex și Chad Stahelski ca Nebula. Nemesis 2: Nebula este o continuare a filmului Nemesis din 1992, care a mai avut două continuări: Nemesis 3: Prey Harder (1996) și Nemesis 4: Death Angel (1996). Filmul a fost filmat în Globe, Arizona, împreună cu partea a treia. Există o versiune de compilație care a combinat cele patru filme Nemesis într-o versiune de 100 de minute pe care compania Scanbox urma să o lanseze înainte ca să dea faliment în 2000. Această versiune a fost lansată doar în Europa de Est în 2003, în principal în Polonia.

## Prezentare
La 73 de ani după ce Alex a eșuat, oamenii au pierdut Războiul cu Cyborgii și acum sunt sclavii stăpânilor cyborg. Oamenii de știință rebeli au dezvoltat o nouă tulpină de ADN care ar putea aduce sfârșitul cyborgilor și este injectată într-o voluntară însărcinată.
Când cyborgii află despre femeie și copilul ei, ambii sunt marcați pentru exterminare. Pentru a scăpa, fură o navă cyborg și este transportată înapoi în timp în Africa de Est în 1980, unde mama este ucisă, dar copilul este salvat. Durează 20 de ani, dar un vânător de recompense cyborg pe nume Nebula o localizează în cele din urmă pe tânăra femeie, pe nume Alex, și călătorește înapoi în timp pentru a o opri.

## Distribuție
- Sue Price - Alex
- Chad Stahelski - Nebula
- Tina Coté - Emily
- Earl White - Po / Juna
- Jahi J.J. Zuri - Zumi / Rebel #2
- Karen Studer - Zana
- Sharon Bruneau - Lock
- Debbie Muggli - Ditko
- Zachary Studer - Young Alex
- Dave Fisher - Oslo

## Primire
Un recenzor a remarcat că Nemesis 2: Nebula părea să fi fost un film fără legătură cu extratereștrii care a fost reutilizat ca o continuare a lui Nemesis și a criticat interpretarea lui Price, povestea slabă și relația minimă cu filmul original, o temă pe care a adus-o mai târziu în discuție în recenzia lui despre continuare.